# 2-я гвардейская танковая бригада
2-я отдельная гвардейская танковая бригада — гвардейская танковая бригада РККА времён Великой Отечественной войны. Период вхождения в Действующую армию: с 05.01.1942 по 19.04.1945, с 03.05.1945 по 09.05.1945.

## История
Приказом НКО № 1, от 5 января 1942 года, 9-я танковая бригада переформирована во 2-ю гвардейскую танковую бригаду. Танки бригады имели свои опознавательные знаки и свою нумерацию: на башне был нарисован белый круг, вверху которого была звезда, от нижних лучей которой отходили две линии, образуя латинскую цифру II.
10 января 2-я гвардейская танковая бригада находилась в Калинтеево (12 км юго-западнее Утешева; близ села Сабуровщино), и в последующие дни действовала на северо-западном направлении с целью перехватить Варшавское шоссе и развивать далее удар на Вязьму в составе группы П. А. Белова.
К моменту начала операции по прорыву через Варшавское шоссе к Вязьме (Ржевско-Вяземская операция (1942)) группа П. А. Белова включала в себя: пять кавалерийских дивизий (1-я и 2-я гвардейские кавалерийские, 41-я, 57-я и 75-я кавалерийские дивизии), две стрелковые дивизии (325-я и 239-я), 2-я гвардейская танковая бригада и пять лыжных батальонов. Общая численность — около 28 тысяч человек.
Однако к 20 января 2-я гвардейская танковая бригада имела на ходу всего восемь танков. Исходное положение для прорыва соединения группы П. А. Белова заняли 23 января, но 2-я гвардейская танковая бригада осталась в Мосальске, ожидая прибытия ещё трёх рот Т-34 с заводов. После получения танков 2-я гвардейская танковая бригада прорваться через Варшавское шоссе не сумела и понесла тяжёлые потери.
По окончании контрнаступления под Москвой бригада была награждена орденом Красного Знамени (03.05.1942).
В июне 1944 года в ходе Витебско-Оршанской операции участвовала в освобождении Витебска. Приказом ВГК присвоено почётное наименование Витебская.
Затем вела тяжёлые бои в Восточной Пруссии как бригада прорыва. Награждена орденом Кутузова II степени Указ Президиума ВС СССР от 14.11.1944 За образцовое выполнение заданий командования в боях при прорыве обороны немцев и вторжении в пределы Восточной Пруссии, проявленные при этом доблесть и мужество
орден Суворова II степени Указ Президиума ВС СССР от 28.05.1945 За образцовое выполнение заданий командования в боях при овладении городом и крепостью Пиллау и проявленные при этом доблесть и мужество.

## После войны
26 ноября 1945 года бригада переформирована во 2-й гвардейский танковый полк в составе 29-й гвардейской механизированной дивизии.

## Полное наименование
2-я отдельная гвардейская танковая Витебская Краснознамённая, орденов Суворова, Кутузова бригада

## Подчинение
| Вышестоящие воинские части 2-й гвардейской танковой бригады | Вышестоящие воинские части 2-й гвардейской танковой бригады | Вышестоящие воинские части 2-й гвардейской танковой бригады | Вышестоящие воинские части 2-й гвардейской танковой бригады | Вышестоящие воинские части 2-й гвардейской танковой бригады |
| Дата                                                        | Фронт (округ)                                               | Армия                                                       | Корпус                                                      |                                                             |
| ----------------------------------------------------------- | ----------------------------------------------------------- | ----------------------------------------------------------- | ----------------------------------------------------------- | ----------------------------------------------------------- |
| 01.02.1942                                                  | Западный фронт                                              |                                                             |                                                             |                                                             |
| 01.03.1942                                                  | Западный фронт                                              | 50-я армия                                                  |                                                             |                                                             |
| 01.04.1942                                                  | Западный фронт                                              |                                                             |                                                             |                                                             |
| 01.05.1942                                                  | Западный фронт                                              |                                                             | 6-й танковый корпус                                         |                                                             |
| 01.06.1942                                                  | Западный фронт                                              |                                                             |                                                             |                                                             |
| 01.08.1942                                                  | Западный фронт                                              | 50-я армия                                                  |                                                             |                                                             |
| 01.03.1943                                                  | Западный фронт                                              | 16-я армия                                                  |                                                             |                                                             |
| 01.04.1943                                                  | Западный фронт                                              | 50-я армия                                                  |                                                             |                                                             |
| 01.05.1943                                                  | Западный фронт                                              |                                                             |                                                             |                                                             |
| 01.08.1943                                                  | Западный фронт                                              | 33-я армия                                                  |                                                             |                                                             |
| 01.10.1943                                                  | Западный фронт                                              |                                                             |                                                             |                                                             |
| 01.01.1944                                                  | Западный фронт                                              | 33-я армия                                                  |                                                             |                                                             |
| 01.02.1944                                                  | Западный фронт                                              |                                                             |                                                             |                                                             |
| 01.05.1944                                                  | 3-й Белорусский фронт                                       |                                                             |                                                             |                                                             |
| 01.07.1944                                                  | 3-й Белорусский фронт                                       | 5-я армия                                                   |                                                             |                                                             |
| 01.03.1945                                                  | 3-й Белорусский фронт                                       | 28-я армия                                                  |                                                             |                                                             |
| 01.04.1945                                                  | 3-й Белорусский фронт                                       |                                                             |                                                             |                                                             |

## Командиры
- подполковник Кириченко Иван Фёдорович (с 05.01.1942 по 28.07.1942)
- подполковник Лукашев Михаил Павлович (с 28.07.1942 по 21.08.1942)
- подполковник Кириченко Иван Фёдорович [с 22.08.1942 по 19.11.1942)
- полковник Николай Александрович Обдаленков (с 20.11.1942 по 27.10.1943)
- полковник Новиков Евграф Андреевич (с 27.10.1943 по 02.05.1944)
- полковник Духовный Ефим Евсеевич (с 02.05.1944 по 10.02.1945)
- гвардии полковник Белик Пётр Алексеевич (с 05.03.1945 по 10.06.1945)

## Отличившиеся воины бригады
- гвардии лейтенант Ион Лазаревич Деген — на счету его экипажа 12 танков и 4 самоходных орудия
- гвардии старший лейтенант Николай Сергеевич Клименко — командир танка Т-34 «Ейский колхозник», на боевом счету которого 10 танков
- гвардии лейтенант Ладушкин Иван Мартынович — командир роты танков Т-34 1-го танкового батальона
- гвардии старший лейтенант Судаков Михаил Павлович — командир танкового взвода

## Награды и наименования
| Награда, наименование             | Дата                                           | За что получена |
| --------------------------------- | ---------------------------------------------- | --- |
| Почётное звание Гвардейская       | Приказ НКО СССР № 14 от 05.01.1942 года        | За проявленную отвагу в боях за отечество с немецкими захватчиками, за стойкость и мужество, дисциплину и организованность, за героизм личного состава     |
| Орден Красного Знамени            | 03.05.1942                                     | За образцовое выполнение боевых заданий командования на фронте борьбы с немецкими захватчиками и проявленные при этом доблесть и мужество                  |
| Почётное наименование «Витебская» | 1944                                           | За освобождение Витебска (Белоруссия). |
| орден Суворова II степени         | Указ Президиума ВС СССР от 28 мая 1945 года    | За образцовое выполнение заданий командования в боях при овладении городом и крепостью Пиллау и проявленные при этом доблесть и мужество                   |
| орден Кутузова II степени         | Указ Президиума ВС СССР от 14 ноября 1944 года | За образцовое выполнение заданий командования при прорыве обороны немцев и вторжении в пределы Восточной Пруссии, проявленные при этом доблесть и мужество |

## Оценки и мнения
И. Л. Деген, бывший офицер бригады:

— В какую бригаду Вы попали?

— Во 2-ю отдельную гвардейскую танковую бригаду, которой командовал подполковник Ефим Евсеевич Духовный. Эта бригада на фронте была знаменитой. Она была фронтового подчинения и не входила в состав какого-то определенного танкового корпуса. В составе бригады было 65 танков в трех танковых батальонах, мотострелковый батальон, батарея ПТА, рота связи, разведчики, санвзвод и множество других различных мелких подразделений. Бригада использовалась исключительно для прорыва и несла огромные потери в каждой наступательной операции. По сути дела, это была бригада смертников, и пережить в ней два наступления для рядового танкиста было чем-то нереальным. После того как я выжил в летнем наступлении в Белоруссии и Литве, меня все в батальоне называли за живучесть Счастливчиком. Но новичкам в бригаде никогда не говорили, в какую «весёлую» часть они попали. Зачем людей лишний раз расстраивать… Это позже новички понимали, что их будущим займутся только два «наркомата»: наркозем и наркомздрав…
Наша бригада не участвовала в рейдах. Мы были бригадой прорыва.